# Marie-Antoinette de Bourbon-Siciles
Pour les articles homonymes, voir Marie-Antoinette.
 (mai 2019).
Si vous disposez d'ouvrages ou d'articles de référence ou si vous connaissez des sites web de qualité traitant du thème abordé ici, merci de compléter l'article en donnant les références utiles à sa vérifiabilité et en les liant à la section « Notes et références ».
Titre
Grande-duchesse consort de Toscane
7 juin 1833 – 21 juillet 1859
(26 ans, 1 mois et 14 jours)
Maria Antonia Anna de Bourbon-Siciles (en it : Maria Antonia Anna di Borbone-Due Sicilie), plus connue sous le nom de Marie-Antoinette des Deux-Siciles ou Marie-Antoinette de Toscane (Palerme, 19 décembre 1814 - Gmunden, Haute-Autriche, 7 novembre 1898), était une princesse italienne du XIXe siècle du royaume des Deux-Siciles, qui fut, par son mariage avec le grand-duc de Toscane Léopold II, grande-duchesse de Toscane. Elle fut la dernière souveraine régnante en Toscane avant l'unification italienne.

## Famille
Fille de François Ier des Deux-Siciles et de Marie-Isabelle d'Espagne, Marie-Antoinette est née à Palerme pendant l'occupation napoléonienne de Naples. Elle fut baptisée Maria Antonia en hommage à sa grand-tante, Marie-Antoinette d'Autriche, reine de France, sœur très aimée de sa grand-mère Marie-Caroline d'Autriche récemment décédée. En famille, elle fut toujours connue sous le nom de Maria Antonietta (l'équivalent italien de Marie-Antoinette). Ses grands-parents paternels étaient Ferdinand Ier des Deux-Siciles et Marie-Caroline d'Autriche, ses grands-parents maternels Charles IV d'Espagne et Marie-Louise de Bourbon-Parme.
Son père mourut quand elle avait onze ans et Marie-Antoinette en souffrit beaucoup. Sa mère, mariée très précocement, était une femme frivole, qui menait une vie scandaleuse. La jeune princesse s'attacha alors à son frère, le nouveau roi Ferdinand II, qui l'aimait beaucoup et à sa belle-sœur, la pieuse Marie-Christine de Savoie. Ils la surnommèrent affectueusement Totò.

## Grande-duchesse de Toscane
À l'âge de dix-huit ans, elle fut demandée en mariage à la fois par deux de ses cousins : Ferdinand-Philippe d'Orléans, fils aîné du roi des Français Louis-Philippe Ier et héritier du trône Français après la révolution qui avait chassé la branche aînée de la Maison de Bourbon et par Léopold II de Lorraine, grand-duc de Toscane. Le roi Ferdinand II permit à sa sœur de choisir et Marie-Antoinette choisit Léopold. Le grand-duc, âgé de trente-sept ans, était son cousin : il avait la réputation d'être un homme juste et honnête, attentif à son peuple et était surnommé le meilleur prince d'Europe. L'année précédente, il était resté veuf de sa première femme, Marianne Caroline de Saxe, morte de la tuberculose après avoir mis au monde trois filles mais pas de fils.
Le mariage de Léopold et Marie-Antoinette fut célébré à Naples le 7 juin 1833. À son arrivée à Florence, la nouvelle grande-duchesse fut très acclamée par le peuple en raison de sa beauté et parce qu'elle était italienne. Dans les premiers temps, elle rencontra des difficultés à s'adapter au mode de vie bourgeois de son nouveau peuple : habituée au peuple en haillons de Naples, elle ne pouvait comprendre de devoir faire l'aumône à des pauvres bien vêtus. Un jour, elle dit avec son très fort accent napolitain : « In Firenze non ce stanno poveri! » (« À Florence, il n'y a pas de pauvres ! »). Léopold, qui l'adorait, l'entoura exclusivement de dames florentines, en particulier la comtesse Adele Palagi, qui fut sa première dame d'honneur jusqu'à la fin. Cela permit à Marie-Antoinette, qui n'était pas très cultivée, de comprendre sa nouvelle patrie et elle aima Florence comme sa ville natale. Grande amatrice d'art et de musique, elle avait bon goût et fut une grande mécène d'artistes. Elle et son mari étaient des gens très simples et jouissaient d'une grande popularité. Le peuple ne les appelait pas Leurs Altesses impériales et royales mais, très informellement, Sor Granduca et Sora Granduchessa (« Monsieur le Grand-duc » et « Madame la Grande-duchesse »). Ils allaient à des festivals et Marie-Antoinette, qui aimait la danse, dansait avec le peuple.
Leur mariage fut très heureux et ils eurent dix enfants : cinq filles et cinq fils. Parents très présents et affectueux, ils souffrirent beaucoup lors du décès de chacun de leurs quatre enfants morts en bas âge : Marie-Antoinette resta jusqu'à la fin avec chacun d'entre eux.
De cette union naîtront :
- Marie-Isabelle (1834-1901), elle épousa son oncle maternel François de Paule de Bourbon-Siciles ;
- Ferdinand IV (1835-1908)  épouse en 1856 Anne de Saxe (1836-1859) puis en 1867 Alice de Bourbon-Parme (1847-1935) ;
- Marie-Thérèse (1836-1838) ;
- Marie-Christine (1838-1849) ;
- Charles Salvator (1839-1892), en 1861 il épousa Marie-Immaculée de Bourbon-Siciles ;
- Marie-Anne (1840-1841) ;
- Rainier (1842-1844) ;
- Marie-Louise (1845-1917), en 1865 elle épousa Charles d'Isembourg-Büdingen (1838-1899) ;
- Louis-Salvator (1847-1915) ;
- Jean-Népomucène (Jean Orth) (1852-1890).

## La Révolution et la guerre
En 1848, à Milan, éclata une insurrection pour chasser les Autrichiens. Léopold et son beau-frère Charles-Albert de Savoie aidèrent les révolutionnaires et envoyèrent leurs armées. À Florence, le drapeau de Lorraine fut remplacé par le drapeau tricolore italien avec la couronne grand-ducale au centre, au milieu d'une grande excitation populaire. La grande-duchesse cousait des bandages pour les blessés. Mais, quand il fut évident que Charles-Albert voulait gagner Milan seulement pour élargir son royaume, Léopold rappela ses armées. Cependant, l'aristocratie florentine, liée à la noblesse de Savoie, était insatisfaite, tandis que les démocrates voulaient l'unification italienne. Dans ce chaos, Léopold, qui était pacifiste, décida de ne pas continuer la guerre. Alors, les démocrates hostiles proclamèrent la république, contraignant Léopold et Marie-Antoinette à s'enfuir à Gaeta, où ils furent recueillis par Ferdinand II et le Pape Pie IX, lui aussi en exil. Influencée par son frère, la grande-duchesse Marie-Antoinette, qui craignait pour son fils l'instauration d'une république, devint réactionnaire. Elle incita son mari à demander l'aide de l'Autriche. Les armées autrichiennes défirent les révolutionnaires et le 28 juillet 1849, le Grand-duc put retrouver son trône.
La vie à Florence revint à la normale, Léopold continua à gouverner et fut de nouveau aimé. À l'inverse, Marie-Antoinette, sœur du « Tyran de Naples », devint détestée dans les milieux aristocratiques et bourgeois. 

## L'unification italienne
Dix ans plus tard, éclata la guerre entre l'Autriche et le Piémont. Les deux neveux de Léopold, Victor-Emmanuel II de Savoie et François-Joseph Ier d'Autriche, demandèrent l'aide de leur oncle mais le Grand-duc, désormais âgé, ne voulait pas d'effusion de sang. L'aristocratie florentine, en contact avec la noblesse de Savoie, organisa alors une « révolution » et le 27 avril 1859, à 9 heures du matin, le drapeau tricolore fut déployé sur la place Maria Antonia, tandis qu'une marche pacifique s'élançait vers le palais Pitti. L'aristocratie demanda l'entrée en guerre et l'abdication de Léopold mais celui-ci s'y refusa. Ne voulant pas recourir à la force, parce qu'il aimait trop son peuple et sa ville mais refusant d'abdiquer, il décida à contrecœur d'abandonner Florence. Léopold, Marie-Antoinette suivis de membres de la Maison grand-ducale quittèrent la ville  à 6 heures du soir, en voiture, par la porte de Boboli et se rendirent à Bologne, ville des États Pontificaux.
Léopold et Marie-Antoinette s'installèrent en Autriche, avant de retourner quelques années plus tard en Italie, à Rome, où Léopold mourut en 1870, en peu avant l'occupation de la ville par les armées de Savoie. La grande-duchesse et ses enfants retournèrent alors en Autriche. Son fils le plus jeune et aimé, Jean-Népomucène, devint très ami du prince héritier Rodolphe d'Autriche, son cousin. Après Mayerling, Jean renonça à tous ses titres et partit sur un navire : il disparut en mer. Marie-Antoinette refusa jusqu'à la fin de sa vie de croire à la mort de son fils et continua à le faire chercher (des criminels la trompèrent avec de fausses informations). Une fois par an, elle retournait à Rome pour prier sur la tombe de son mari : en 1893 elle s'arrêta à Florence et fut chaleureusement reçue par le peuple. Marie-Antoinette mourut le 7 novembre 1898 au Schloss Orth, en Haute-Autriche. À Florence, devenue une ville de province, fut célébrée une messe solennelle en sa mémoire avec grand concours de peuple.